# Red Rocha
Ephraim J. "Red" Rocha (ur. 18 września 1923 w Hilo, zm. 13 lutego 2010 w Corvallis) – amerykański koszykarz, występujący na pozycjach skrzydłowego oraz środkowego, uczestnik spotkań gwiazd oraz mistrz NBA.

## Osiągnięcia
NCAA
- Zaliczony do:
  - II składu All-American (1947 – Helms)[2]
  - All-Pacific Coast Conference Team (1945–1947)
- Wybrany do[2]:
  - Galerii Sław Sportu stanu Oregon (1980)
  - University of Hawai`i Sports Circle of Honor (1986)
  - Galerii Sław Sportu Hawajów
  - Galerii Sław Sportu uczelni Oregon State (1990)[3]
  - Pac-10 Hall of Honor (2008)[3]
  - WAC Court of Honor

NBA
- Mistrz NBA (1955)[1]
- Wicemistrz NBA (1954)[1]
- 2-krotny uczestnik meczu gwiazd NBA (1951, 1952)[4]

Trenerskie
- Trener Roku Sporting News (1958)[2]
- Laureat Scotty Schuman Award (1971)